# 阿爾特溫

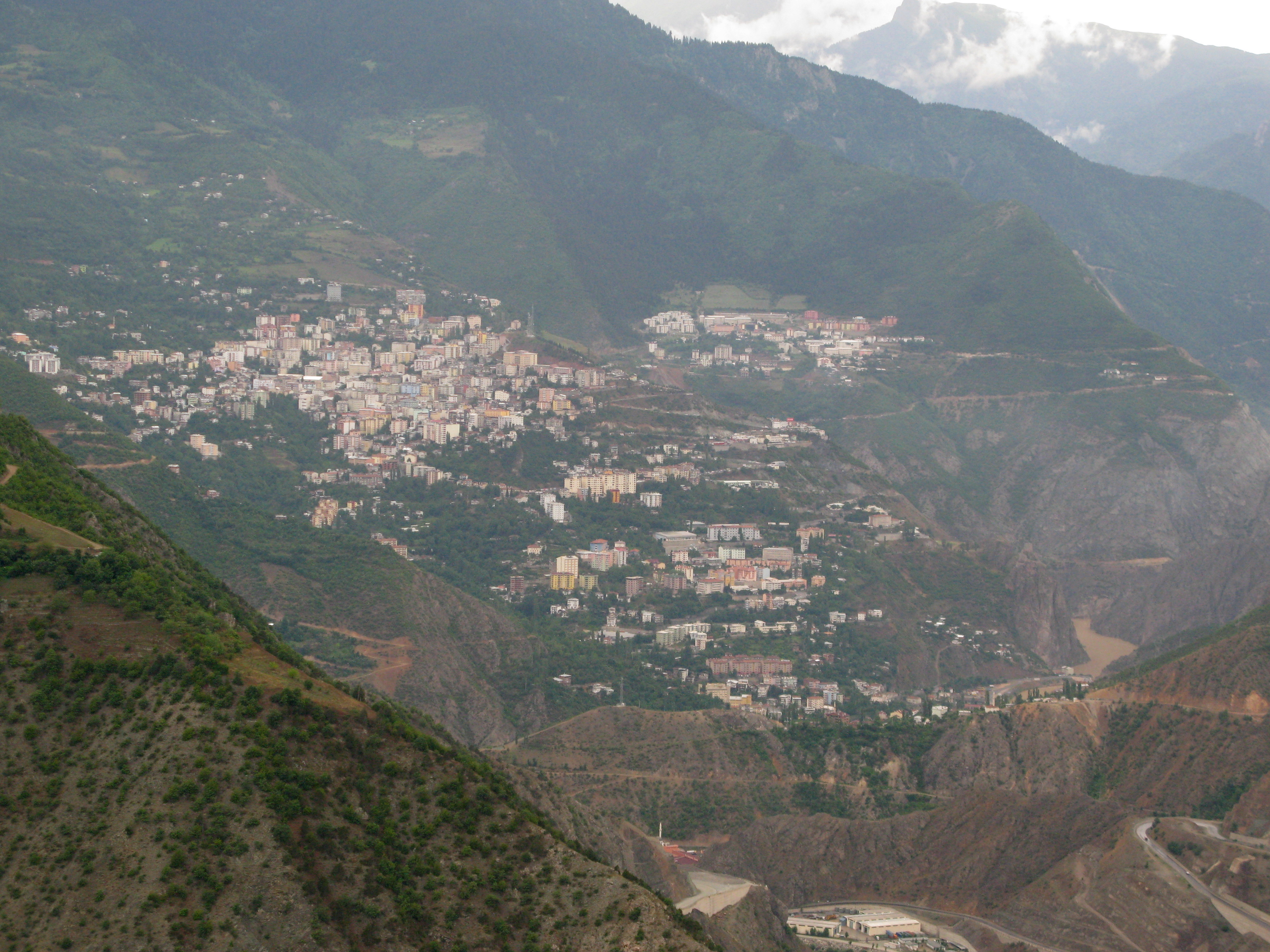

阿爾特溫（土耳其語：Artvin，羅馬化：Artvini，羅馬化：Ardvin）是土耳其的城市，也是阿爾特溫省的首府，位於該國東北部，面積1,085平方公里，海拔高度345米，每年平均降雨量719毫米，2008年人口23,527。

## 外部連結
- Governor's Office （页面存档备份，存于）
- the Municipality （页面存档备份，存于）
- Artvin Village （土耳其文）
- local information （土耳其文）
- Artvin Weather Forecast Information （页面存档备份，存于）